# Lexus Hybrid Drive

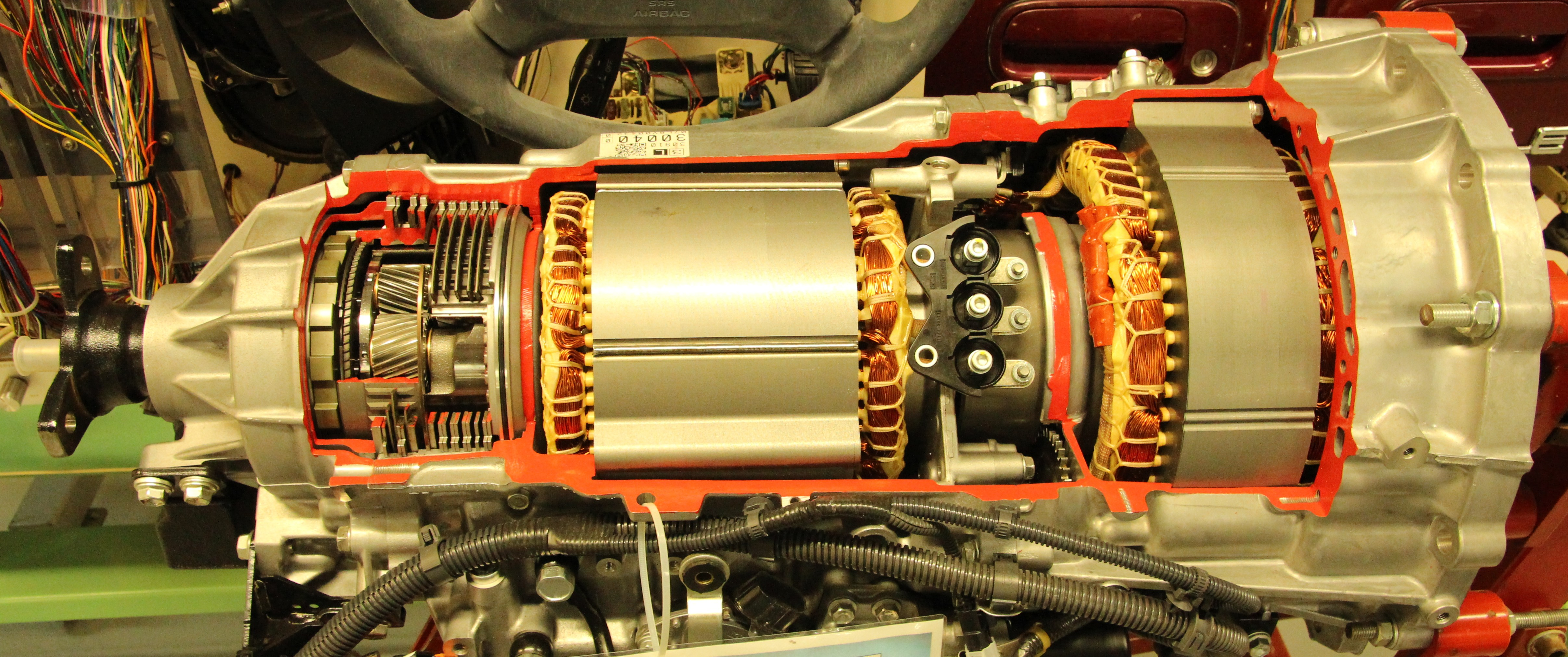
Przekrój jednostki napędowej Lexus Hybrid Drive z Lexusa GS 450h.
Od lewej widoczne połączenie z wałem napędowym, dwustopniowa przekładnia redukcyjna, silnik elektryczny, rozdzielacz mocy, generator, kołnierz połączenia z silnikiem spalinowym

Lexus Hybrid Drive – rodzina spalinowo-elektrycznych, szeregowo-równoległych hybrydowych jednostek napędowych stosowanych w samochodach firmy Lexus.
Pod względem zasady działania i budowy, Lexus Hybrid Drive stanowi rozwinięcie opracowanego przez Toyotę układu Hybrid Synergy Drive, wzbogacone o rozwiązania umożliwiające uzyskanie lepszych osiągów i/lub zastosowanie w samochodach z silnikiem z przodu i przeniesieniem napędu na tylne koła za pomocą wału napędowego. Rozwiązania te obejmują w szczególności możliwość sekwencyjnej zmiany przełożeń czy zastosowanie dodatkowej, dwustopniowej automatycznej przekładni redukcyjnej (np. Lexus GS 450h, Lexus LS 600h).
W kwietniu 2016 r. łączna liczba wyprodukowanych egzemplarzy wszystkich modeli samochodów Lexus z napędem hybrydowym przekroczyła 1 milion.